# Église Notre-Dame du Léman
Pour les articles homonymes, voir Église Notre-Dame et Notre-Dame.
 (juin 2015).
Si vous disposez d'ouvrages ou d'articles de référence ou si vous connaissez des sites web de qualité traitant du thème abordé ici, merci de compléter l'article en donnant les références utiles à sa vérifiabilité et en les liant à la section « Notes et références ».
L’église Notre-Dame du Léman est une église de confession catholique de plan traditionnel construite dans la première moitié du XXe siècle, de 1933 à 1935, à Vongy sur le territoire de la commune de Thonon-les-Bains (Haute-Savoie). L’architecte savoyard Maurice Novarina réalise ici sa première église qui est labellisée « patrimoine du XXe siècle ».

## Situation
L'église est située à Vongy sur la place à l'angle de la route d'Évian (ancienne Route nationale 5) et la route de Vongy.

## Historique
À la fin des années 1920, la chapelle de Saint-François de Sales du hameau de Vongy était devenue trop petite. Le modeste village d'alors est devenu un quartier peuplé de Thonon-les-Bains, il fallait construire une nouvelle église qui sera dédiée à la Sainte Vierge et à l'amour des pauvres. À l'initiative des Oblats de Saint François de Sales et de son curé bâtisseur le Père Ambroise Firmin, c'est  l’architecte savoyard Maurice Novarina qui va réaliser ici sa première église dans la ligne du “codex” de l’Arche sur un terrain offert par une paroissienne. L'église moderne est la première construite à Thonon-les-Bains depuis la Loi de séparation des Églises et de l'État de 1905.
Le premier coup de pioche est donné le 1er mai 1933, la première pierre a été posée le 2 juillet 1933. 
La bénédiction solennelle de l'église a eu lieu le 10 juin 1935 par Monseigneur Florent du Bois de la Villerabel, évêque d'Annecy.
L'année suivante le 14 juin 1936 a eu lieu la bénédiction des trois cloches et le 11 novembre 1936 les grandes orgues ont été elles aussi bénies.
L'église a été consacrée le 23 avril 1946 par l'évêque d'Annecy, Monseigneur Auguste Cesbron.
En janvier 1990 un incendie a ravagé une grande partie de la charpente qui sera reconstruite à l’identique la même année sous la direction de Maurice Novarina lui-même.
Le 12 juin 2011, l'église a fêté ses 75 ans, jour de la Pentecôte et de l'anniversaire de la bénédiction de l'église et de ses cloches.

## Description

### Architecture
Maurice Novarina construisit une église en pierres bleues des Allinges. Il utilisa aussi le bois (le chêne) et la tuile brunie de la région.
L'église, d'une longueur totale de 40 mètres, est surmontée d'une fine pointe en guise de clocher d'une hauteur de 45 mètres qui lui permet de dominer les toits du quartier de Vongy, les vignes et les champs environnants et pouvant être aperçue jusqu'aux rives du lac Léman.
Une voûte en chêne de Hongrie en forme de coque de bateau renversée possède des arcs étirés qui partent à hauteur d'homme pour se rejoindre à 14 mètres donnant à la nef une belle ampleur.
La façade extérieure de l'église est composée d'un grand claustra triangulaire équilatéral en béton, très novateur à l'époque de sa construction. La grande verrière qui y est insérée est en forme de V renversé, pointe vers le haut et divisé en soixante quatorze petits cabochons en forme de losanges dont six composent une croix de fleurs d'un rouge royal de Bourges. Les autres cabochons étant blancs, ou d'un bleu matinal ou encore d'un bleu de Chartres. 
Cette façade possède douze colonnes cylindriques encadrant le porche central de l'entrée qui est, comme la double porte principale en bois, en forme de demi barque.

### Décoration
Le décor de l'église est dans le style Arts & Crafts d'une grande richesse symbolique et ésotérique. Ses deux couleurs dominantes sont l'or et le bleu.
En pénétrant dans la nef, nous sommes saisis de voir tout au fond de l'église une mosaïque géante réalisée par J.C Mauméjean dominant le chœur. Elle évoque la Sainte Vierge tenant dans ses bras l'enfant Jésus qui traversent le lac face aux vents à l'avant d'une barque du Léman aux deux voiles déployées et croisées en ciseaux. Elle est accompagnée d'un vol de mouettes blanches se fondant dans un ciel azur lumineux.
La mosaïque évoque aussi les dix Saints, Saintes, Bienheureux et Bienheureuses originaires de la Savoie : Amédée VIII de Savoie, bienheureuse Louise de Savoie, sainte Marguerite de Savoie, saint Guérin, saint Bernard de Menthon, sainte Jeanne de Chantal, sainte Jeanne-Antide Thouret, saint Germain de Talloires, saint François Jaccard ainsi que saint François de Sales représenté agenouillé devant le lac Léman, face à la Sainte Vierge et l'enfant Jésus et leur présentant l'église de Vongy en la tenant dans ses mains. 
Le cintre supérieur de l'église est entourée du texte suivant, composé également en mosaïque : Je vous salue Marie pleine de grâce : le Seigneur est avec vous.
Le tabernacle, en bronze argenté signé Marcel Feuillat de Genève, représente Notre-Dame du Léman en Vierge byzantine couronnée et assise en majesté, allaitant l'enfant Jésus couronné. Ce tabernacle est niché dans l'autel en marbre et est entouré par le texte suivant : In gremio matris sedet sapientia patris (« Dans le sein de Marie siège la Sagesse du Père »). 
L'autel en marbre de Sienne, signé Charles Anthonioz, est élevé sur quatre colonnes et s'achève par un arc de même courbure que le cintre de l'église. Il est recouvert d'une nappe d'autel blanche contenant une dentelle où l'on peut lire l'inscription suivante : Ego mater pulchrae dilectionis et timoris et agnitionis et sanctae spei (« Je suis la Mère du Bel Amour et de la peur et de la connaissance et de la sainte espérance »).
La clôture (chancel), qui a pour fonction d'isoler le chœur des fidèles, est réalisée en pierre blanche de Dijon et recouverte de marbre de Sienne. Elle possède en son centre une lourde double porte basse en bronze représentant Booz et Ruth portant la gerbe de froment sur la porte gauche, et deux hommes tenant les fruits de la terre promise sur la porte droite. Cette porte est une œuvre réalisée par le sculpteur lyonnais Charles Favier et Jean Dulac.
Il existe sur un des murs du transept oriental de l'église les armoiries du pape Pie XI et celles de la ville suisse de Chatel-Saint-Denis. Ce transept possède un petit vitrail et un autel en marbre sur lequel est posée une statue en pierre signée F Carli représentant Jésus nous bénissant les bras levés. Juste en face dans le transept ouest on peut admirer un autre petit vitrail don de Madame Overnay et une statue (elle aussi en pierre et signée Y Parvillée, Marcel Feuillat) de saint Joseph tenant contre lui l'enfant Jésus.
Dans la nef l'église possède six grands vitraux latéraux (trois de chaque côté) signés Bessac et Maumejean tous en forme de demi-barque et divisés en dix sections contenant dans leurs parties supérieures Notre-Dame du Léman bénissant les hommes et femmes pratiquant les différents métiers exercés dans la région (un vitrail dédié aux laboureurs, un aux pécheurs, un aux vignerons, un aux travailleurs au foyer, un aux travailleurs des usines, un aux travailleurs des pâturages).
Une mosaïque représentant le chemin de croix existe sur les murs tout autour de la nef de l'église. Chaque station mentionne le nom et le blason d'une ville située au bord du lac Léman, tant en France qu'en Suisse. La première station part de Villeneuve (Suisse) pour ensuite aller, dans le sens inverse des aiguilles d'une montre, de ville en ville à chaque station tout au long du lac Léman jusqu'à la dernière station située à Saint-Gingolph en passant notamment par Vevey (deuxième station), Founex (sixième station), Versoix (septième station), Thonon-les-Bains (douzième station) et Évian-les-Bains (treizième station).
Les douze croix de consécration de l'église, réalisées en mosaïque or et argent, sont incrustées sur les différents piliers de l'église.
Le sol de l'allée centrale et autour de l'autel est décoré de cartouches en mosaïque inspirées des passages des Litanies de la Vierge (Tour d'ivoire, Tour de David, Siège de la Sagesse, Porte du Ciel, Maison d'Or, Reflet du Soleil, Vase Spirituel, Arche d'Alliance, Rose Mystique, Sainte Mère de Dieu, Mère du Bon Conseil, etc.).
Le baptistère est décoré d'une mosaïque signée Mauméjean représentant Moïse faisant jaillir l'eau du rocher et Noé sauvé des eaux. La cuve est d'un seul bloc de pierre d'où coule les quatre fleuves du jardin d'Eden. Ce baptistère, protégé par une solide porte en bois de Hongrie, est situé à droite de l'entrée du sanctuaire. On peut également y admirer deux vitraux consacrés aux prophètes Noé et Moise et une fresque peinte par le Père Baduchelli (Oblats de Saint François de Sales) représentant des anges emportant au paradis un enfant mort-né.

### Instruments
L'église possède un orgue Georges Schwenkedel de Strasbourg qui a été béni le 11 novembre 1936. Il subit une première restauration par la manufacture Michel - Merklin & Kuhn de Lyon en 1965. Une deuxième restauration en 1989 a été réalisée par Mrs Micolle et Valentin de Lyon. Seulement trois semaines après son inauguration officielle l'orgue sera sauvé in-extremis de l'incendie du 21 janvier 1990. Les facteurs d'orgues dépêchés sur place le jour même, enlèvent les tuyaux de façade et bâchent l'instrument. Il restera ainsi une année le temps des travaux de l'église, puis les facteurs s'occupent du nettoyage, réglages, harmonie et accord de l'orgue durant deux semaines avant de réentendre les premières notes avec émotion. Il possède vingt-cinq jeux répartis sur 3 claviers et 1 pédalier, il a une transmission électro-pneumatique.
Il est entretenu par Monsieur Olivier Bernard de Villeurbanne (successeur de Monsieur Valentin) depuis 1999.

### Les cloches
L'église possède trois cloches fondues dans les Ateliers Paccard d'Annecy qui sont toutes ornées des armoiries du Pape Pie XI et des Oblats de Saint François de Sales.
- La plus grosse cloche est nommée Marie Rodolphe Fernande.
- La deuxième cloche est nommée Georgette Adrienne et possède en son sein un morceau du saint métal de la cloche détruite provenant de Saint-Théodule de Sion.
- La troisième cloche est nommée Geneviève Françoise Léontine. Elle a été offerte par des familles de travailleurs de la région.